# 穂積村 (長野県)
穂積村（ほづみむら）は長野県南佐久郡にあった村。現在の佐久穂町大字穂積および小海町大字東馬流にあたる。

## 地理
南佐久郡の南東部に位置する。
千曲川を西側の境界とし、川沿いの僅かな平地に集落が点在する。北から境田、樋ノ口、高岩、東馬流集落がある。また、その東側の段丘上に崎田、穴原集落が、村南部の山中に筆岩集落がある。東部は大部分を山地が占める。
北側で耕地を、東側で山地を介して海瀬村に接する。南側で山地を介して小海村に接する。西側で千曲川を介して畑八村、北牧村に接する。

## 歴史
穂積村は1975年（明治8年）に崎田村と樋ノ口村が合併して成立し、1889年（明治22年）に単独で村制を施行した。穂積の名は農村に似つかわしいとして付けられた。
かつては1つの村であったが、元和8年（1622年）に崎田村から崎田新町村が分かれ、延宝7年（1679年）に崎田新町村は樋ノ口村に名を改めた。

### 自治体の変遷
- 1889年（明治22年）4月1日 - 町村制の施行により、穂積村が単独で自治体を形成。
- 1956年（昭和31年）9月30日 - 穂積村と畑八村が合併して八千穂村が発足。同日穂積村廃止。旧村域は八千穂村大字穂積となる。
- 1957年（昭和32年）4月1日 - 八千穂村大字穂積の一部（東馬流）を小海町に編入。編入された区域は小海町大字東馬流となる。
- 2005年（平成17年）3月20日 - 八千穂村と佐久町が合併して佐久穂町が発足。八千穂村大字穂積は佐久穂町大字穂積となる[7]。

## 交通

### 鉄道路線
- 日本国有鉄道
  - 小海線
    - 馬流駅 - 高岩駅 - 佐久穂積駅（現：八千穂駅）